# 김평석
김평석(金平錫, 1958년 9월 29일 ~ )은 대한민국의 전직 축구 선수이자 축구 지도자이다. 현역 시절 포지션은 수비수다.

## 선수 경력
안익수와 더불어 다소 늦게 축구를 시작한 케이스로, 재학 중이던 여의도고등학교에 축구부가 없어서 광운전자공업고등학교로 전학한 후 축구를 시작했다.
광운전자공업고등학교 졸업 후 대학교에 입학을 하지 못했고 농협 FC에서 뛰었으며, 해군에 입대해 복무를 마친 뒤 1981년 광운대학교에 입학했다.
1982년에 광운대학교를 중퇴하고 현대 호랑이에 입단했으며, 1989년 유공 코끼리에 이적한 후 1990년에 은퇴했다.
국가대표팀에도 선발돼 1984년 AFC 아시안컵, 1986년 FIFA 월드컵에 출전했고, 1987년까지 27경기를 뛰었다. 멕시코 월드컵에서는 아르헨티나전 1경기에 나선 것이 전부다.

## 지도자 경력
1995년 현대 호랑이 축구단의 코치를 거쳐 여자 축구팀인 인천제철의 감독을 역임했다.
1998년 FIFA 월드컵을 앞두고 당초 코치로 내정되어 있었던 조병득이 사정상 나설 수 없게 되어 조병득 대신 코치로 선임됐고, 국가대표팀의 트레이너로 감독 차범근을 보조했다. 마르세유에서 히딩크 감독의 네덜란드를 상대로 대한민국이 0-5로 패하며 차범근이 경질되자 파리에서 열리는 조별 예선 마지막 경기인 벨기에전을 앞두고 감독 대행을 맡았으며, 대한민국은 유상철이 동점 골을 기록해 1-1 무승부로 월드컵을 마감했다.
이후 여러 고등학교 축구부의 감독직을 역임했고, 2008년부터 2010년까지 숭실대학교 교수로 재직하였다.